# Peter Anton van Aragon
Peter Anton van Aragon  ook genaamd Peter IV van Empúries  (Lucena, 7 november 1611 - Madrid, 1 september 1690) was graaf van Empúries, hertog van Sogorb en Cardona, graaf van Prades, markies van Comares, heer van Entença (1670-1690), luitenant-generaal in Catalonië (1642-1644) en onderkoning van Napels (1662-1672), was een Spaans edelman, militair en politicus.
Hij was de zoon van Hendrik III van Empúries en Catelijne Fernández van Córdoba-Figueroa en Enríquez van Ribera. Hij volgde zijn neef Joachim I van Empúries op, toen deze kinderloos overleed. Hij was drie keer gehuwd, maar behalve één jong gestorven dochter uit zijn eerste huwelijk is hij kinderloos gebleven. 

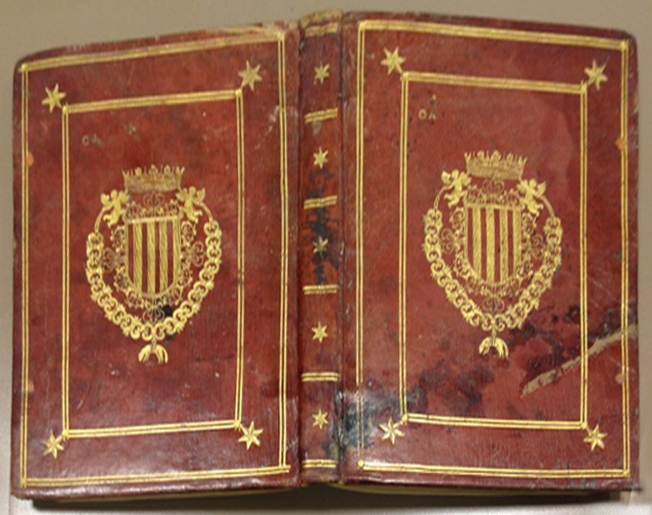
Sobre las plazas de la ciudad de Nápoles: leren band met senyera uit zijn verzameling, bewaard in de Openbare Bibliotheek Tarragona

In 1642 benoemde de Castiliaanse hertog Gaspar de Guzmán hem tot luitenant-generaal voor Catalonië in het kader van de Guerra dels Segadors (1640-1659). Op 31 maart van dat jaar werd hij in de slag bij La Granada (Alt Penedès) door een Frans-Catalaanse coalitie verslagen. Tot 1644 was hij gevangen in Montpellier, waar hij zijn werk Geometria Militar schreef, dat pas in 1671 gedrukt werd. 
In 1664 werd hij ambassadeur in Rome en in 1666 onderkoning in het koninkrijk Napels. In Napels leefde hij op grote voet en verrijkte de stad met een aantal bouwwerken. Hij was ook bibliofiel: zijn bibliotheek van een vierduizendtal werken alle gebonden in rood cordoba-leer was een van de belangrijkste uit zijn tijd. Hij was een belangrijke mecenas van de Abdij van Poblet. Hij liet het stoffelijk overschot van Alfons de Grootmoedige (1396-1458) uit Napels naar Poblet overbrengen. Hij sponsorde er een monumentaal grafmonument voor Alfons en diens broer Hendrik en een nieuwe klokkentoren. Bij zijn overlijden schonk hij zijn bibliotheek aan de abdij. Een groot gedeelte van de werken geraakte verspreid of verloren, maar een vierhonderdtal worden bewaard in de Openbare Bibliotheek Tarragona. 

## Werken
- Geometría militar, en la qual se comprenden las matemáticas de la fortificación regular y irregular y las tablas polimétricas proporcionales para dar medida a cualquier plaza, (es)  Napels, Koninklijke Drukkerij Egidio Longo, 1671, 373 blz.

- Biblioteca Nacional de España: XX868558
- Catàleg d'autoritats de noms i títols de Catalunya: 981058528997106706
- Gemeinsame Normdatei: 12921339X
- International Standard Name Identifier: 0000 0001 1804 0244
- Library of Congress Control Number: nr99034115
- Istituto Centrale per il Catalogo Unico: NAPV162163
- SNAC: w64b4bks
- Virtual International Authority File: 32115621
- WorldCat: E39PBJvhrhKfygxPcDyvKPRxjC